# Mark Schmetz
Mark Schmetz (Geleen, 3 januari 1977) is een voormalige Nederlandse handballer en huidig handbaltrainer. Tijdens zijn spelerscarrière was hij vooral actief in Duitsland. In 2005 won hij de EHF Cup met TuSEM Essen en in 2010 met TBV Lemgo. Hierna was hij trainer bij verschillende teams, zowel in Nederland als Duitsland.

## Biografie

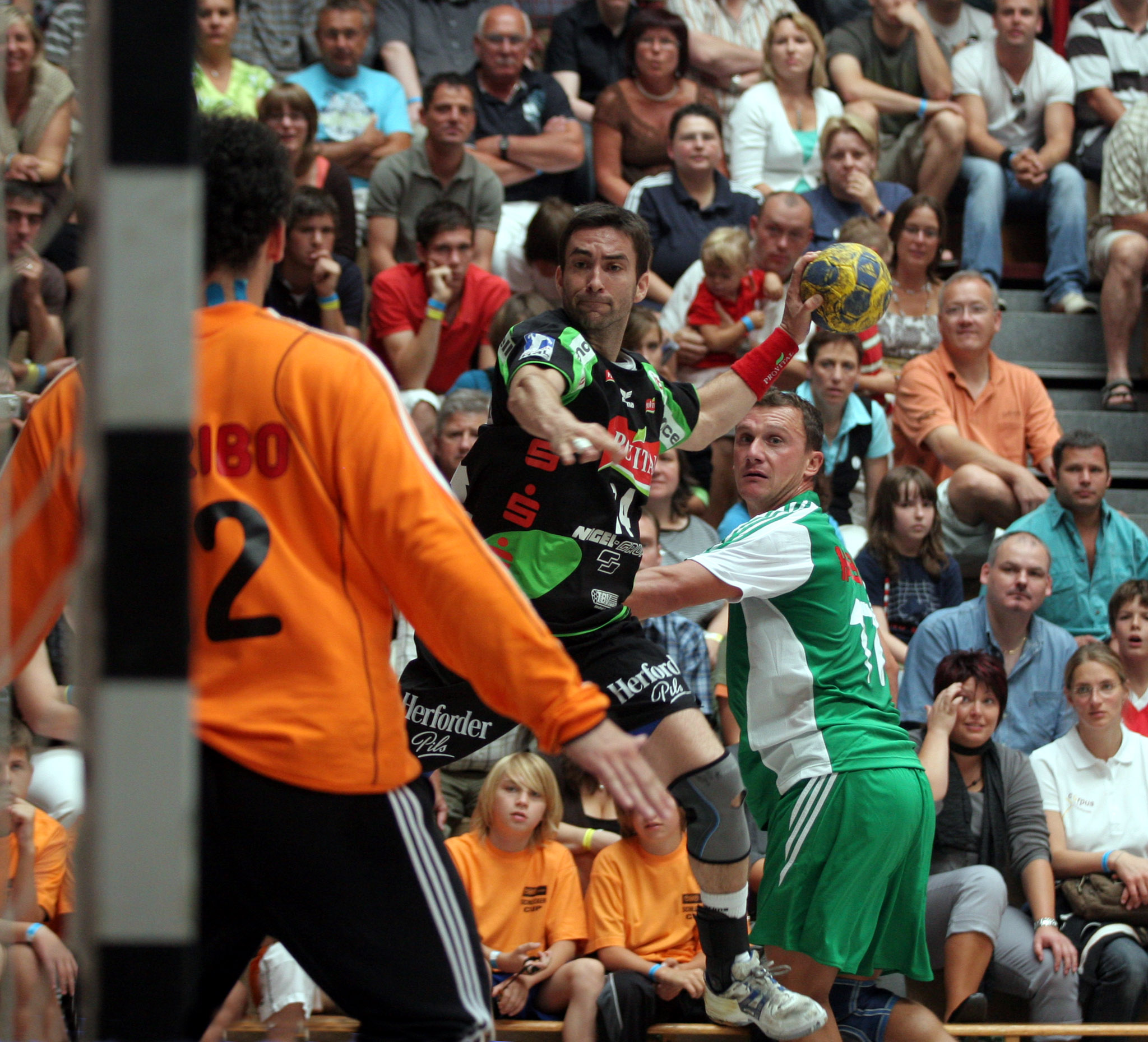
Schmetz als speler van TBV Lemgo tijdens de Schlecker Cup (2008).

Schmetz begon met handballen op 11-jarige leeftijd bij V&L en maakte in 1993 zijn debuut in de eredivisie. Tot 1998 speelde hij bij V&L, waarmee hij in 1994 de nationale beker won. Hierna was hij jaren actief als speler in de Handball-Bundesliga en 2. Handball-Bundesliga. In 2005 won Schmetz als eerste Nederlander ooit de EHF Cup met TuSEM Essen en in 2010 met TBV Lemgo. Van 1994 tot 2011 was hij actief als speler bij het nationale team waarbij hij ook jarenlang aanvoerder was. Schmetz werd in 2011 benoemd tot Lid van Verdienste van het NHV.
Na zijn spelerscarrière ging Schmetz aan de slag als coach bij Volendam, waarbij hij landskampioen werd en twee keer de beker won. Toen TuSEM Essen in 2016 veel last had van langdurige blessures, werd Schmetz gevraagd om te helpen. Hij maakte toen een comeback voor het team waar hij in het verleden zes seizoenen had gespeeld. Hierna heeft hij een periode van 2016 tot 2019 Limburg Lions getraind. Bij Limburg Lions won hij ook meerdere prijzen, zoals het landskampioenschap. Op 28 maart 2019 werd bekend dat hij per direct stopte bij Limburg Lions, zonder het seizoen te afmaken. Lambert Schuurs (geassisteerd door Roel Adams en Maik Onink) nam zijn taken over voor de rest van het seizoen.
Voor het seizoen 2020/2021 tekende Schmetz een tweejarig contract als hoofdtrainer bij SG Schalksmühle-Halver. In 2022 verliet Schmetz de club.